# Recuperación sin empleo
Una recuperación sin empleo o crecimiento sin empleo es un fenómeno económico en el que una macroeconomía experimenta  crecimiento mientras mantiene o disminuye su nivel de empleo. El término fue acuñado por el economista Nick Perna a principios de la década de 1990.

## Causas
Los economistas todavía están divididos sobre las causas y curas de una recuperación sin empleo: algunos argumentan que el aumento de la productividad a través de la automatización ha permitido el crecimiento económico sin reducir el desempleo. Otros economistas afirman que culpar a la automatización es un ejemplo de la falacia ludita falacia y que la recuperación del desempleo se deriva de cambios estructurales en el mercado laboral, lo que genera desempleo a medida que los trabajadores cambian de trabajo o de industria.

### Consolidación industrial
Algunos han argumentado que la reciente falta de creación de empleo en los Estados Unidos se debe al aumento de la consolidación industrial y al crecimiento del monopolio o oligopolio del poder. El argumento es doble: en primer lugar, las pequeñas empresas crean la mayoría de los puestos de trabajo estadounidenses y, en segundo lugar, las pequeñas empresas tienen más dificultades para comenzar y crecer frente a las empresas existentes arraigadas (compárese con el argumento de la industria naciente, aplicado a nivel de industrias, en lugar de que las empresas individuales).

## Crecimiento de la población frente al crecimiento del empleo

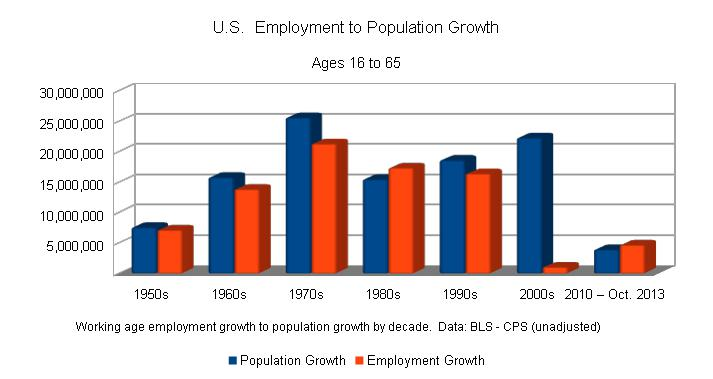

Además del crecimiento del empleo, también debe tenerse en cuenta el crecimiento de la población en lo que respecta a la percepción de la recuperación del desempleo. Los inmigrantes y los nuevos integrantes de la fuerza laboral a menudo aceptarán salarios más bajos, causando  desempleo persistente entre los que estaban empleados anteriormente.
Sorprendentemente, la Oficina de Estadísticas Laborales de EE. UU. (BLS) no ofrece conjuntos de datos aislados de la población en edad de trabajar (de 16 a 65 años). La inclusión de personas en edad de jubilación en la mayoría de los conjuntos de datos de BLS puede tender a confundir el análisis de la creación de empleo en relación con el crecimiento de la población. Además, también pueden ocurrir suposiciones incorrectas sobre el término, fuerza laboral, al leer las publicaciones de BLS, millones de personas empleables no están incluidas dentro de la definición oficial. La fuerza laboral, tal como la define el BLS, es una definición estricta de los oficialmente desempleados (U-3), y los que están empleados oficialmente (1 hora o más).
La siguiente tabla y el gráfico incluido muestran el crecimiento del empleo de un año a otro en comparación con el crecimiento de la población para las personas menores de 65 años. Como tal, las jubilaciones de los baby boomers se eliminan de los datos como un factor a considerar. La tabla incluye la Oficina de Estadísticas Laborales, Encuesta de población actual, para la Población civil no institucional y los niveles de empleo correspondientes, que data de 1948 e incluye octubre de 2013, los grupos de edad son de 16 años y más, y 65 años y más. La población en edad de trabajar se determina restando a los mayores de 65 años de la población civil no institucional y los niveles de empleo, respectivamente. Aislado en el subconjunto de edad laboral tradicional, el crecimiento tanto en los niveles de empleo como en los niveles de población se totaliza por década, también se muestra una tasa de porcentaje de empleo para comparar por década.
Cuando se examinó, por década, la primera década del 2000, Estados Unidos sufrió una tasa de desempleo del 95% en comparación con la población en edad de trabajar agregada.
| | Población civil no institucional | Población civil no institucional | Población civil no institucional | Población en edad de trabajar | Niveles de empleo   | Niveles de empleo   | Niveles de empleo | Empleo en edad laboral | Empleo en edad laboral |
| --- | -------------------------------- | -------------------------------- | -------------------------------- | ----------------------------- | ------------------- | ------------------- | ----------------- | ---------------------- | ---------------------- |
| Año | Edad: 16 años y más              | Edad: 65 años y más              | Edad: 16 a 65 años.              | Crecimiento - década          | Edad: 16 años y más | Edad: 65 años y más | Edad: 16 a 65     | Crecimiento - década   | Porcentaje emp.        |
| 1948 | 103,468,000                      | 10,881,000                       | 92,587,000                       |                               | 58,554,000          | 2,906,000           | 55,648,000        |                        |                        |
| 1949 | 104,524,000                      | 11,191,000                       | 93,333,000                       | —                             | 57,712,000          | 2,926,000           | 54,786,000        | —                      | —                      |
| 1950 | 104,872,000                      | 11,534,000                       | 93,338,000                       |                               | 59,352,000          | 2,845,000           | 56,507,000        |                        |                        |
| 1951 | 104,810,000                      | 11,918,000                       | 92,892,000                       |                               | 60,252,000          | 2,858,000           | 57,394,000        |                        |                        |
| 1952 | 105,812,000                      | 12,334,000                       | 93,478,000                       |                               | 60,748,000          | 3,000,000           | 57,748,000        |                        |                        |
| 1953 | 107,623,000                      | 13,257,000                       | 94,366,000                       |                               | 59,796,000          | 2,882,000           | 56,914,000        |                        |                        |
| 1954 | 108,892,000                      | 13,520,000                       | 95,372,000                       |                               | 59,990,000          | 2,963,000           | 57,027,000        |                        |                        |
| 1955 | 110,296,000                      | 13,925,000                       | 96,371,000                       |                               | 63,268,000          | 3,213,000           | 60,055,000        |                        |                        |
| 1956 | 111,526,000                      | 14,215,000                       | 97,311,000                       |                               | 63,619,000          | 3,213,000           | 60,406,000        |                        |                        |
| 1957 | 113,013,000                      | 14,516,000                       | 98,497,000                       |                               | 63,598,000          | 3,089,000           | 60,509,000        |                        |                        |
| 1958 | 114,429,000                      | 14,821,000                       | 99,608,000                       |                               | 63,266,000          | 2,855,000           | 60,411,000        |                        |                        |
| 1959 | 116,040,000                      | 15,148,000                       | 100,892,000                      | 7,559,000                     | 64,927,000          | 3,024,000           | 61,903,000        | 7,117,000              | 94.15%                 |
| 1960 | 118,001,000                      | 15,508,000                       | 102,493,000                      |                               | 65,287,000          | 3,176,000           | 62,111,000        |                        |                        |
| 1961 | 119,214,000                      | 15,861,000                       | 103,353,000                      |                               | 65,531,000          | 2,885,000           | 62,646,000        |                        |                        |
| 1962 | 121,236,000                      | 16,880,000                       | 104,356,000                      |                               | 66,585,000          | 2,821,000           | 63,764,000        |                        |                        |
| 1963 | 123,360,000                      | 17,014,000                       | 106,346,000                      |                               | 67,791,000          | 2,765,000           | 65,026,000        |                        |                        |
| 1964 | 125,468,000                      | 17,296,000                       | 108,172,000                      |                               | 69,543,000          | 2,913,000           | 66,630,000        |                        |                        |
| 1965 | 127,294,000                      | 17,580,000                       | 109,714,000                      |                               | 71,819,000          | 2,926,000           | 68,893,000        |                        |                        |
| 1966 | 128,730,000                      | 17,860,000                       | 110,870,000                      |                               | 73,600,000          | 2,892,000           | 70,708,000        |                        |                        |
| 1967 | 130,936,000                      | 18,194,000                       | 112,742,000                      |                               | 75,337,000          | 3,030,000           | 72,307,000        |                        |                        |
| 1968 | 133,120,000                      | 18,500,000                       | 114,620,000                      |                               | 76,699,000          | 3,086,000           | 73,613,000        |                        |                        |
| 1969 | 135,489,000                      | 18,825,000                       | 116,664,000                      | 15,772,000                    | 78,789,000          | 3,069,000           | 75,720,000        | 13,817,000             | 87.60%                 |
| 1970 | 138,529,000                      | 19,202,000                       | 119,327,000                      |                               | 78,651,000          | 3,032,000           | 75,619,000        |                        |                        |
| 1971 | 141,666,000                      | 19,605,000                       | 122,061,000                      |                               | 80,527,000          | 3,005,000           | 77,522,000        |                        |                        |
| 1972 | 145,446,000                      | 20,229,000                       | 125,217,000                      |                               | 83,424,000          | 2,909,000           | 80,515,000        |                        |                        |
| 1973 | 148,479,000                      | 20,536,000                       | 127,943,000                      |                               | 86,390,000          | 2,787,000           | 83,603,000        |                        |                        |
| 1974 | 151,494,000                      | 21,214,000                       | 130,280,000                      |                               | 86,169,000          | 2,794,000           | 83,375,000        |                        |                        |
| 1975 | 154,589,000                      | 21,803,000                       | 132,786,000                      |                               | 86,689,000          | 2,680,000           | 84,009,000        |                        |                        |
| 1976 | 157,438,000                      | 22,309,000                       | 135,129,000                      |                               | 89,850,000          | 2,791,000           | 87,059,000        |                        |                        |
| 1977 | 160,377,000                      | 22,874,000                       | 137,503,000                      |                               | 94,183,000          | 2,903,000           | 91,280,000        |                        |                        |
| 1978 | 163,272,000                      | 23,450,000                       | 139,822,000                      |                               | 97,669,000          | 3,006,000           | 94,663,000        |                        |                        |
| 1979 | 166,300,000                      | 24,067,000                       | 142,233,000                      | 25,569,000                    | 100,013,000         | 3,002,000           | 97,011,000        | 21,291,000             | 83.27%                 |
| 1980 | 168,883,000                      | 24,597,000                       | 144,286,000                      |                               | 99,579,000          | 2,907,000           | 96,672,000        |                        |                        |
| 1981 | 171,166,000                      | 25,109,000                       | 146,057,000                      |                               | 99,562,000          | 2,928,000           | 96,634,000        |                        |                        |
| 1982 | 173,199,000                      | 25,619,000                       | 147,580,000                      |                               | 98,849,000          | 2,878,000           | 95,971,000        |                        |                        |
| 1983 | 175,121,000                      | 26,160,000                       | 148,961,000                      |                               | 102,803,000         | 2,878,000           | 99,925,000        |                        |                        |
| 1984 | 177,306,000                      | 26,712,000                       | 150,594,000                      |                               | 106,049,000         | 2,797,000           | 103,252,000       |                        |                        |
| 1985 | 179,112,000                      | 27,266,000                       | 151,846,000                      |                               | 108,063,000         | 2,841,000           | 105,222,000       |                        |                        |
| 1986 | 181,547,000                      | 27,791,000                       | 153,756,000                      |                               | 110,588,000         | 2,909,000           | 107,679,000       |                        |                        |
| 1987 | 183,620,000                      | 28,362,000                       | 155,258,000                      |                               | 113,679,000         | 3,126,000           | 110,553,000       |                        |                        |
| 1988 | 185,402,000                      | 28,875,000                       | 156,527,000                      |                               | 115,978,000         | 3,264,000           | 112,714,000       |                        |                        |
| 1989 | 187,165,000                      | 29,462,000                       | 157,703,000                      | 15,470,000                    | 117,698,000         | 3,352,000           | 114,346,000       | 17,335,000             | 112.06%                |
| 1990 | 190,017,000                      | 29,453,000                       | 160,564,000                      |                               | 118,110,000         | 3,256,000           | 114,854,000       |                        |                        |
| 1991 | 191,798,000                      | 29,893,000                       | 161,905,000                      |                               | 117,395,000         | 3,193,000           | 114,202,000       |                        |                        |
| 1992 | 193,784,000                      | 30,396,000                       | 163,388,000                      |                               | 118,990,000         | 3,341,000           | 115,649,000       |                        |                        |
| 1993 | 195,794,000                      | 30,784,000                       | 165,010,000                      |                               | 121,578,000         | 3,394,000           | 118,184,000       |                        |                        |
| 1994 | 197,765,000                      | 31,181,000                       | 166,584,000                      |                               | 124,729,000         | 3,641,000           | 121,088,000       |                        |                        |
| 1995 | 199,508,000                      | 31,629,000                       | 167,879,000                      |                               | 125,136,000         | 3,676,000           | 121,460,000       |                        |                        |
| 1996 | 201,636,000                      | 31,902,000                       | 169,734,000                      |                               | 127,903,000         | 3,807,000           | 124,096,000       |                        |                        |
| 1997 | 204,098,000                      | 32,071,000                       | 172,027,000                      |                               | 130,785,000         | 3,933,000           | 126,852,000       |                        |                        |
| 1998 | 206,270,000                      | 32,275,000                       | 173,995,000                      |                               | 132,732,000         | 3,855,000           | 128,877,000       |                        |                        |
| 1999 | 208,832,000                      | 32,538,000                       | 176,294,000                      | 18,591,000                    | 134,696,000         | 3,984,000           | 130,712,000       | 16,366,000             | 88.03%                 |
| 2000 | 213,736,000                      | 33,590,000                       | 180,146,000                      |                               | 137,846,000         | 4,244,000           | 133,602,000       |                        |                        |
| 2001 | 216,315,000                      | 33,823,000                       | 182,492,000                      |                               | 136,269,000         | 4,300,000           | 131,969,000       |                        |                        |
| 2002 | 218,741,000                      | 34,004,000                       | 184,737,000                      |                               | 136,599,000         | 4,248,000           | 132,351,000       |                        |                        |
| 2003 | 222,509,000                      | 34,432,000                       | 188,077,000                      |                               | 138,556,000         | 4,711,000           | 133,845,000       |                        |                        |
| 2004 | 224,640,000                      | 34,796,000                       | 189,844,000                      |                               | 140,278,000         | 4,902,000           | 135,376,000       |                        |                        |
| 2005 | 227,425,000                      | 35,208,000                       | 192,217,000                      |                               | 142,918,000         | 5,263,000           | 137,655,000       |                        |                        |
| 2006 | 230,108,000                      | 35,841,000                       | 194,267,000                      |                               | 146,081,000         | 5,617,000           | 140,464,000       |                        |                        |
| 2007 | 233,156,000                      | 36,603,000                       | 196,553,000                      |                               | 146,334,000         | 5,787,000           | 140,547,000       |                        |                        |
| 2008 | 235,035,000                      | 37,522,000                       | 197,513,000                      |                               | 143,350,000         | 6,084,000           | 137,266,000       |                        |                        |
| 2009 | 236,924,000                      | 38,362,000                       | 198,562,000                      | 22,268,000                    | 137,953,000         | 6,193,000           | 131,760,000       | 1,048,000              | 4.71%                  |
| 2010 | 238,889,000                      | 39,045,000                       | 199,844,000                      |                               | 139,159,000         | 6,376,000           | 132,783,000       |                        |                        |
| 2011 | 240,584,000                      | 40,364,000                       | 200,220,000                      |                               | 140,681,000         | 6,893,000           | 133,788,000       |                        |                        |
| 2012 | 244,350,000                      | 42,695,000                       | 201,655,000                      |                               | 143,060,000         | 7,412,000           | 135,648,000       |                        |                        |
| 2013 | 246,745,000                      | 44,155,000                       | 202,590,000                      |                               | 144,423,000         | 7,748,000           | 136,675,000       |                        |                        |
| 2014 | 249,027,000                      | 45,685,000                       | 203,342,000                      |                               | 147,190,000         | 8,140,000           | 139,050,000       |                        |                        |
| 2015 | 251,936,000                      | 47,269,000                       | 204,667,000                      |                               | 149,703,000         | 8,552,000           | 141,151,000       |                        |                        |
| 2016 | 254,742,000                      | 48,837,000                       | 205,905,000                      | 7,343,000                     | 151,798,000         | 8,820,000           | 142,978,000       | 11,218,000             | 152.77%                |
| Comparaciones antes y después de 2000 (edad laboral) |                                  |                                  |                                  |                               |                     |                     |                   |                        |                        |
| |                                  |                                  |                                  | Pop. Crecimiento              |                     |                     |                   | Crecimiento del empleo | Crecimiento del empleo |
| 1900s | 1950 a 1999                      | 1950 a 1999                      | 1950 a 1999                      | 82,961,000                    |                     |                     |                   | 75,926,000             | 91.52%                 |
| 2000s | 2000 a 2016                      | 2000 a 2016                      | 2000 a 2016                      | 29,611,000                    |                     |                     |                   | 12,266,000             | 41.42%                 |
| Bold denota el dato utilizado para producir el cálculo "Edad de trabajo: Década de crecimiento" Decade example = Final del año 1949 al final del año 1959 Fuente: Oficina de Estadísticas Laborales, Encuesta de población actual |                                  |                                  |                                  |                               |                     |                     |                   |                        |                        |
| Identificación de la serie: LNU00000000 Título de la serie no ajustado estacionalmente: (No ajustado) Nivel de población Situación de la población activa: Población civil no institucional Edad: 16 años y más                   |                                  |                                  |                                  |                               |                     |                     |                   |                        |                        |
| Identificación de la serie: LNU02000000 Título de la serie no ajustado estacionalmente: (No ajustado) Nivel de empleo Situación de la fuerza laboral: Edad empleada: 16 años o más                                                |                                  |                                  |                                  |                               |                     |                     |                   |                        |                        |
| Identificación de la serie:LNU00000097 Título de la serie no ajustado estacionalmente: (Unadj.) Nivel de población - 65 años. & encima Situación de la población activa: Población civil no institucional Edad: 65 años y más     |                                  |                                  |                                  |                               |                     |                     |                   |                        |                        |
| Identificación de la serie: LNU02000097 Título de la serie no ajustado estacionalment: (Unadj.) Nivel de empleo: 65 años. & encima Situación de la fuerza laboral: Edad empleada: 65 años o más                                   |                                  |                                  |                                  |                               |                     |                     |                   |                        |                        |